# Parafia św. Jerzego w St. George
Parafia św. Jerzego – parafia prawosławna w St. George, w dekanacie Unalaska diecezji Alaski Kościoła Prawosławnego w Ameryce.
Parafia posiada wolno stojącą cerkiew, wzniesioną przez rosyjskich misjonarzy.